# August Michaelis

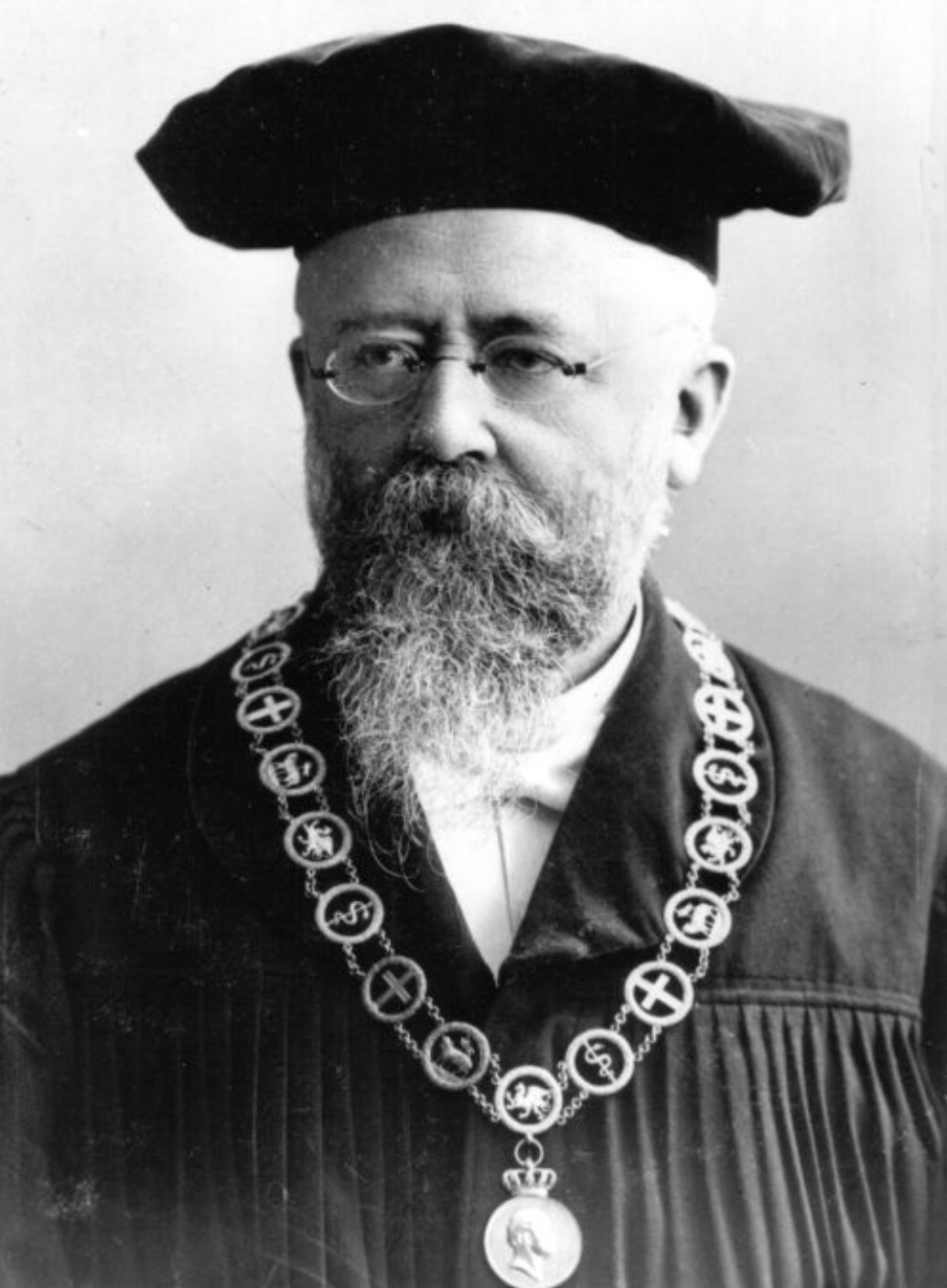
August Michaelis als Rektor

Carl Arnold August Michaelis (* 26. Dezember 1847 in Bierbergen, Königreich Hannover (heute Hohenhameln); † 31. Januar 1916 in Rostock) war ein deutscher Chemiker.

## Leben
Michaelis studierte an der Georg-August-Universität Göttingen und der Universität Jena Chemie. Mit einer Doktorarbeit bei Johann Georg Anton Geuther wurde er 1870 in Göttingen zum Dr. phil. promoviert. An der TH Karlsruhe war er nach seiner Habilitation zunächst Privatdozent und dann ab 1880 erster Professor für organische Chemie an der Technischen Hochschule Aachen. Der Akademische Verein der Chemiker und Hüttenleute an der Polytechnischen Schule Aachen, das spätere Corps Montania Aachen, ernannte ihn 1881 zum Ehrenmitglied. 1890 wechselte er auf den Lehrstuhl der Universität Rostock. Sein Arbeitsgebiet war insbesondere die Chemie organischer Phosphorverbindungen, zu der er grundlegende Beiträge lieferte. 

## Ehrungen
- Cothenius-Medaille (1880)
- Wahl in die Deutsche Akademie der Naturforscher Leopoldina (1882)
- Namensgeber für die Michaelis-Arbuzov-Reaktion